# Skjár Bíó
Skjár Bíó est une chaîne de télévision thématique islandaise consacrée au cinéma. Elle est disponible sur le bouquet payant SkjárEinn.